# Club Atlético Once Unidos
A Club Atlético Once Unidos,  é um clube poliesportivo argentino da cidade de Mar del Plata com destaque para o voleibol masculino que em 2020 ascendeu a elite nacional.

## Histórico
Fundado em 1º de abril de 1940  na cidade de Mar del Plata, inicialmente tendo o futebol como atividade principal e o teatro como atividade social, deixando os campeonatos de bairros após sagra-se campeão da Primeira Divisão da Liga Norte e ingressaram na Liga Mar del Plata, e ao passar dos anos foram agregando mais sócios e surgiram novas modalidades.Em 2020 conquistou o título da Liga A e ascendeu para elite nacional, desde a temporada 2020-21 passou a competir na Liga A1. e conquistou o quarto lugar na Liga A1 2021-22 e obteve o terceiro lugar na Supercopa Argentina de 2022.

## Títulos conquistados
0 Campeonato Sul-Americano de Clubes
 0 Campeonato Argentino A1
- Quarto posto:2021-22

 1 Campeonato Argentino A2
- Campeão:2020-21

 0Supercopa Argentina
- Terceiro posto:2022

 0 Copa Argentina